# 下田プリンスホテル
下田プリンスホテル（しもだプリンスホテル）は静岡県下田市白浜にあるプリンスホテルのひとつ。設計は黒川紀章。1973年7月開業。1975年から2006年まで伊豆箱根鉄道が所有するフランチャイズホテルだった。

## 建設の経緯
当ホテル周辺は伊東 - 下田の鉄道路線（現在の伊豆急行線）の経由予定地であった。下田への鉄道路線は西武グループと東急グループがともに免許を申請していたが、東急グループ側の伊豆急行に免許が与えられたため、これを不服とした西武グループが、伊豆急行線周辺の土地を買収するという実力行使に出た。その土地に建設されたのが当ホテルである。先述の実力行使のため伊豆急行線は、当初海岸沿いに線路を敷設する予定だったが、河津駅南方で山側に進路を変更し、長大な谷津トンネルを掘削して迂回することを余儀なくされた。

## 施設
- 客室
  - 室数133室
- 宴会場
- メインダイニングルーム かもめ
- 展望温泉浴場
- カラオケコーナー サブマリン
- ガーデンプール（夏季限定）